# Ermita de San Pelayo (Zarauz)
La ermita de San Pelayo es un inmueble de la localidad española de Zarauz, en la provincia de Guipúzcoa.

## Descripción
El edificio se encuentra en la localidad española de Zarauz, en la provincia de Guipúzcoa. Hubo otra ermita del mismo nombre en diferente emplazamiento, pero amenazaba ruina y en 1842 se dio comienzo a la construcción de la actual. Aparece descrita en el decimosexto y último volumen del Diccionario geográfico-estadístico-histórico de España y sus posesiones de Ultramar de Pascual Madoz, en la entrada correspondiente a Zarauz, con las siguientes palabras:

San Pelayo.—La ant. de este nombre que fue demolida por amenazar ruina, estaba sit. al estremo del arenal por la parte del E., 1/4 leg. de la pobl. Se celebra su festividad el dia 26 de junio. Es santo patron de la v., por cuya razon se guarda fiesta de ambos preceptos. Se dió principio á la construccion de la nueva ermita el año de 1842, á 1/4 de hora del pueblo, en el camino que se dirige á Orio, y su estado actual es de 4 paredes y la cornisa con 4 columnas de órden toscano, sin que lleguen sus fondos por ahora á cubrirla con tejado. Por esta razon, y porque no existe la ermita ant., la imágen del santo y su reliquia se veneran en la igl. parr. Cuando existia la ermita ant. se daba principio á la festividad por la tarde del dia precedente con vísperas cantadas y asistencia del cabildo. Se traía la reliquia al pueblo, y acompañado el cabildo del ayunt. que salia á recibirle, se llevaba en procesion á la igl. parr., donde se daba á adorar al vecindario. Al inmediato dia despues de celebrar la misa en la igl. parr., con asistencia del ayunt., se volvia á llevar en procesion la reliquia, celebrándose en la ermita misa solemne con un panegírico del santo. En la tarde del mismo dia se cantaban vísperas por el cabildo, y en la plaza pública solia haber danzas al uso del pais con tamboril. Los dos inmediatos dias se acostumbraba correr una novillada en la plaza Vieja, rodeándola de talanqueras. Estas últimas diversiones estan en desuso hace algunos años; pero sigue el tamboril y danzas. Hoy que la imágen y reliquia se veneran en la igl. parr., las funciones de la igl. se celebran en la misma. Se ignora la época de la fundacion de la ermita ant., y solo se sabe que la reliquia fue traida de Oviedo por un vec. del barrio de Iñurriza. Mucho deseamos que la obra de la ermita se concluya, ya porque tenga el patrono su capilla propia, ya porque no favorece á la pobl. el observar tanto tiempo en suspenso un trabajo que se emprendió con entusiasmo, siendo alcalde nuestro particular amigo el Sr. D. Juan José Belaulzarán. Sénos permitido con esta ocasion escitar el celo del actual alcalde, el Sr. D. Juan José Oliden, para coronar la obra de su laboriosa administracion, ya que en ella y con el apoyo de sus apreciable compañeros se han construido las fuentes de la v.
(Madoz, 1850, pp. 655-656)